# Confrides (kommunhuvudort)
Confrides är en kommunhuvudort i Spanien.   Den ligger i provinsen Provincia de Alicante och regionen Valencia, i den östra delen av landet, 400 km sydost om huvudstaden Madrid. Confrides ligger 786 meter över havet och antalet invånare är 285.
Terrängen runt Confrides är huvudsakligen kuperad, men söderut är den bergig. Runt Confrides är det glesbefolkat, med 12 invånare per kvadratkilometer. Närmaste större samhälle är Alcoy, 18,0 km väster om Confrides. 